# محمد دانش بزرگ‌نیا
محمد بزرگ‌نیا (۱۲۷۱خ مشهد - ۱۳۴۷خ) معروف به دانش شاعر و روزنامه‌نگار خراسانی و نماینده نیشابور در دوره چهارم مجلس شورای ملی بود.
در سال ۱۳۱۰ هجری قمری در مشهد به دنیا آمد. پدرش حاج عبدالحسین تهرانی از بازرگانان معروف مشهد بود و خودش نیز حرفه پدر را ادامه داد. نزد استادانی چون ادیب نیشابوری و شیخ محمدحسن شیرازی تحصیل کرد و در جنبش مشروطه به مبارزات مشروطه خواهانه پیوست. 
از زمستان ۱۲۹۵ خورشیدی مجله ای ادبی به نام دانش در مشهد منتشر می‌کرد که شخصیتهایی ادبی همچون ایرج میرزا، محمدهاشم میرزا افسر، دکتر مزین و میرزا محمد ملکزاده (برادر ملک الشعرای بهار) در آن قلم می‌زدند. در سال ۱۲۹۶ با همراهی شماری از بزرگان مشهد، نخستین دبیرستان این شهر را به نام دانش در ابتدای کوچه شوکت‌الدوله تأسیس کرد. دو سال بعد این مدرسه را به دولت واگذار کرد. شهرت او به دانش نیز از همین مجله آمد. 
در دوره چهارم مجلس شورای ملی، پس از آنکه میرزا ابراهیم خان عمیدالسطنه نماینده نیشابور برای تصدی وزارت عدلیه در کابینه قوام‌السلطنه در شانزدهم مهر ۱۳۰۰ از مجلس رفت، در این شهر برای پر کردن کرسی خالی او تجدید انتخابات شد و میرزا محمد دانش انتخاب شد. اعتبارنامه او در پنجم دی ۱۳۰۱ به تصویب مجلس رسید و دوران نمایندگی‌اش کمتر از شش ماه بود.
میرزا محمد دانش در پی انقراض سلطنت قاجاریه، در آذر ۱۳۰۴ به عضویت مجلس مؤسسانی برگزیده شد که برپایی سلطنت پهلوی را رسمیت بخشید. پس از آن چندین دوره رئیس انجمن شهر و اتاق بازرگانی مشهد شد. مدتی نیز رئیس انجمن ادبی فرهنگستان بود.
میرزا محمد دانش از دوستان ملک‌الشعرای بهار بود. دیوان شعر او را انتشارات امیرکبیر در سال ۱۳۴۴ با نام راز دانش به چاپ رساند.